# یوچکون
یوچکون (به لاتین: Uchkun) یک منطقهٔ مسکونی در قرقیزستان است که در استان ایسیق‌کول واقع شده‌است.